# سی‌اس‌اس جکسون
سی‌اس‌اس جکسون (به انگلیسی: CSS Jackson) یک کشتی بود. این کشتی در سال ۱۸۴۹ ساخته شد.